# Wailuku
Wailuku és una concentració de població designada pel cens dels Estats Units a l'estat de Hawaii. Segons el cens del 2000 tenia 12.296 habitants. Wailuku és la seu de comtat del Comtat de Maui

## Demografia
Segons el cens del 2000, Wailuku tenia 12.296 habitants, 4.535 habitatges, i 3.016 famílies La densitat de població era de 937,22 habitants per km².
Dels 4.535 habitatges en un 29,1% hi vivien nens de menys de 18 anys, en un 48,4% hi vivien parelles casades, en un 12,7% dones solteres, i en un 33,5% no eren unitats familiars. En el 25,7% dels habitatges hi vivien persones soles el 8,2% de les quals corresponia a persones de 65 anys o més que vivien soles. El nombre mitjà de persones vivint en cada habitatge era de 2,71 i el nombre mitjà de persones que vivien en cada família era de 3,28.
Per edats la població es repartia de la següent manera: un 23,7% tenia menys de 18 anys, un 7,0% entre 18 i 24, un 30,3% entre 25 i 44, un 23,9% de 45 a 64 i un 15,1% 65 anys o més.
L'edat mediana era de 38,5 anys. Per cada 100 dones hi havia 99,45 homes. Per cada 100 dones de 18 o més anys hi havia 97,04 homes.
La renda mediana per habitatge era de 45.587 $ i la renda mediana per família de 51.441 $. Els homes tenien una renda mediana de 33.429 $ mentre que les dones 26.487 $. La renda per capita de la població era de 20.503 $. Aproximadament el 8,1% de les famílies i l'11,2% de la població estaven per davall del llindar de pobresa.

## Poblacions més properes
El següent diagrama mostra les poblacions més properes.